# Hammam Souhna (distrito)
Hammam Souhna é um distrito localizado na província de Sétif, Argélia.[carece de fontes?] Sua capital é a cidade de mesmo nome.

## Comunas
O distrito está dividido em três comunas:
- Hammam Soukhna
- Taya
- Tella